# Wojciech Krakowski
Wojciech Krakowski, właśc. Franciszek Wojciech Krakowski (ur. 8 listopada 1927 w Tarnowie, zm. 14 listopada 1991 w Krakowie) – scenograf.

## Życiorys
Był synem Jana i Stanisławy ze Świderskich. Brat Piotra. W swoim dorosłym życiu Franciszek Wojciech Krakowski używał drugie imię: Wojciech. Po II wojnie światowej przyjechał do Krakowa, gdzie następnie w 1952 ukończył historię sztuki na Uniwersytecie Jagiellońskim oraz równocześnie Wydziały Scenografii i Grafiki w krakowskiej Akademii Sztuk Pięknych gdzie jego nauczycielami byli m.in. Tadeusz Kantor, Jacek Puget i Marian Eile.
W tym samym roku - po ukończeniu studiów - rozpoczął pracę zawodową jako scenograf. W czasie swojej 34-letniej działalności w tej dziedzinie opracował 134 scenografie do spektakli teatralnych w kraju i za granicą. Przebieg jego pracy na stanowiskach etatowych wyglądał następująco:
- 1952 – 1954 Teatr Ziemi Opolskiej, Opole - scenograf
- 1954 – 1955 Teatr im. Juliusza Osterwy w Lublinie, Lublin - scenograf
- 1956 – 1958 PWST w Krakowie – wykładowca
- 1956 – 1972 Stary Teatr im. Heleny Modrzejewskiej w Krakowie – scenograf
- 1972 – 1975 PWST w Krakowie – wykładowca
- 1972 – 1976 Teatr im. Juliusza Słowackiego w Krakowie – scenograf

Poza wymienionymi stanowiskami etatowymi – w okresie swojej działalności opracowywał również gościnnie projekty scenografii w teatrach w innych miastach, jak:
■ 1955 – Gdańsk, Warszawa, Częstochowa, Kraków – Teatr Muzyczny Towarzystwa Przyjaciół Teatru Muzycznego; ■ 1956 - Lublin, Warszawa; ■ 1957 – Kraków (2x); ■ 1958 – Lublin, Kraków, Sosnowiec; ■ 1959 – Wrocław, Częstochowa, Warszawa; ■ 1960 – Kraków; ■ 1961 – Gdańsk; ■ 1962 – Kraków – Miejski Teatr Muzyczny-Opera i Operetka, Tarnów; ■ 1963 – Kraków, Kraków - Miejski Teatr Muzyczny-Opera i Operetka, Kraków-Nowa Huta, Katowice, Warszawa; ■ 1965 – Kraków (2x); ■ 1966 – Wrocław, Kielce-Radom (2x); ■ 1967 – Kielce-Radom (2x), Wrocław; ■ 1968 – Kraków (2x); ■ 1969 – Wrocław, Kielce-Radom, Rzeszów; ■ 1970 – Katowice, Wrocław (3x), Opole (2x), Tarnów, Rzeszów, Warszawa; ■ 1971 – Kielce-Radom (2x), Wrocław (4x), Rzeszów, Białystok; ■ 1972 – Wrocław (3x), Bydgoszcz, Kraków, Warszawa; ■ 1973 – Kopenhaga – Opera Królewska, Opole, Kraków; ■ 1974 – Kielce-Radom (3x), Kraków; ■ 1975 – Opole, Kielce-Radom; ■ 1976 – Kijów, Warszawa, Opole, Rzeszów, Kraków; ■ 1977 – Rzeszów (2x), Kraków, Legnica; ■ 1978 – Łódź; ■ 1979 – Gniezno, Warszawa, Rzeszów; ■ 1983 – Częstochowa; ■ 1986 – Kraków.
W latach 1964 – 1980 Wojciech Krakowski opracował projekty scenografii do 8 spektakli w Teatrze Telewizji.
Od 1972 roku Wojciech Krakowski wykładał w krakowskiej Akademii Sztuk Pięknych gdzie stworzył dwuletnie, podyplomowe Studium Scenografii i przez wiele lat był jego kierownikiem. Jego uczniami byli m.in. Urszula Kenar i Zofia de Ines-Lewczuk. Był jednym z założycieli słynnej Grupy Krakowskiej. 
Scenografie Krakowskiego były dalekie od przepychu – twórca nie tolerował dekoracyjności i "ładnych" rozwiązań. W swojej scenografii eksperymentował z autentycznymi materiałami, których wówczas w teatrach nie wykorzystywano – bo były uważane za "antyestetyczne". W pracy bywał nieustępliwy i forsował swoją wizję niekiedy wbrew założeniom reżysera. Zdarzało się, że wobec pierwotnego niezrozumienia dla jego myśli scenograficznej, już w trakcie montażu realizacji bywał zwalniany z funkcji scenografa.
Wojciech Krakowski był w związku małżeńskim z Ewą (z d. Jurkiewicz). Jest pochowany na cmentarzu Rakowickim w Krakowie (w lokalizatorze grobów jako Franciszek - Kwatera: JC, Rząd: płd, Miejsce: po lewej Friedlejnów).

## Nagrody i wyróżnienia
- 1962 – wyróżnienie Ministra Kultury i Sztuki z okazji wystawy "Polskie dzieło plastyczne w 15-leciu PRL"
- 1963 – Katowice – Festiwal Sztuk Rosyjskich i Radzieckich – I nagroda za scenografię do przedstawienia "Łaźnia" W. Majakowskiego w Teatrze im. Stanisława Wyspiańskiego w Katowicach
- 1971 – Toruń – XIV FTPP – nagroda za scenografię do przedstawienia "Matka Courage" z Teatru Polskiego w Bydgoszczy
- 1972 – Kalisz – XII Kaliskie Spotkania Teatralne – nagroda za scenografię do przedstawienia "Końcówka" w Teatrze Polskim we Wrocławiu
- 1976 – Kraków – nagroda miasta Krakowa za całokształt działalności artystycznej w teatrach krakowskich